# Josani (gmina Căbești)
Josani – wieś w Rumunii, w okręgu Bihor, w gminie Căbești. W 2011 roku liczyła 297 mieszkańców.